# Îles du Moine
Pour les articles homonymes, voir Île aux Moines (homonymie).
Les îles du Moine sont un groupe de petites îles situées à 3 km de l'île du Couronnement dans les îles Orcades du Sud en Antarctique.

## Histoire
Les îles du Moine sont répertoriées pour la première fois en 1912-1913 par le capitaine norvégien Petter Sørlle qui nomme la plus grande des îles Munken (moine en norvégien),.

## Description
Les îles du Moine sont un groupe de petites îles situées à 3 km de l'île du Couronnement dans les îles Orcades du Sud en Antarctique. L'île la plus grande fait 7,3 mètres de haut, et ses rochers s'étendent sur un périmètre d'à peu près 1x1 kilomètre.